# Bank of Communications
Bank of Communications Limited (BoCom/BoComm) (Förenklade kinesiska tecken: 交通银行, traditionella kinesiska tecken: 交通銀行, pinyin: Jiāotōng Yínháng), är en kinesisk bankkoncern och rankas år 2017 som världens 34:e största publika bolag och den femte största banken i Kina.